# Xyphosia
Xyphosia is een geslacht van insecten uit de familie van de Boorvliegen (Tephritidae), die tot de orde tweevleugeligen (Diptera) behoort.

## Soorten
- X. laticauda (Meigen, 1826)
- X. miliaria: Akkerdistelboorvlieg (Schrank, 1781)